# Lawrence Dundas (1er comte de Zetland)
Lawrence Dundas, 1er comte de Zetland (10 avril 1766 - 19 février 1839) est un homme politique britannique qui siège à la Chambre des communes de 1790 à 1820 lorsqu'il est élevé à la pairie.

## Biographie
Il est le fils de Thomas Dundas (1er baron Dundas) et est né à Westminster le 10 avril 1766. Il fait ses études à Harrow et a été admis à Trinity College, Cambridge. Il épouse Harriet Hale, l'un des 21 enfants du général John Hale et son épouse Mary Chaloner, dont il a trois fils et quatre filles.

## Carrière politique
Il est élu député whig de Richmond, dans le North Yorkshire en 1790. Douze ans plus tard, il passe dans la circonscription d'York et, en 1808, revient à Westminster en qualité de représentant de son ancien siège à Richmond. En 1811, il est réélu député de York et devient maire de la ville la même année, après avoir été conseiller municipal depuis 1808. Il est maire une seconde fois en 1821.
En 1820, il succède à son père comme second baron et comme baronnet. Il est nommé Lord lieutenant des Orcades et des Shetland en 1831 et, en 1838, à l'occasion du couronnement de la reine Victoria, il est créé comte de Zetland (Shetland) pour avoir fourni une aide financière aux parents de la nouvelle reine, le duc et la duchesse de Kent, au cours des années précédant son accession au trône.
La femme de Dundas est décédée en 1834. Il meurt subitement le 19 février 1839 à son domicile d'Aske Hall, dans le Yorkshire. Son fils aîné Thomas Dundas (2e comte de Zetland), lui succède.